# 蒂布
蒂布是哥倫比亞的城鎮，位於該國東北部，由北桑坦德省負責管轄，距離首府庫庫塔121公里，始建於1977年11月3日，面積2,696平方公里，海拔高度75米，2005年人口40,182。

## 外部連結
- （西班牙文）Tibú official website

8°39′N 72°44′W / 8.650°N 72.733°W